# Bradyporinae
Bradyporinae – podrodzina owadów prostoskrzydłych długoczułkowych w obrębie rodziny pasikonikowatych (Tettigoniidae) klasyfikowana też w randze rodziny Bradyporidae. Rodzajem typowym jest Bradyporus. 
Występują w Europie, północnej Afryce oraz w Azji. W Polsce występuje siodlarka stepowa (Ephippiger ephippiger).